# Вади-Файнан
Вади-Файнан (араб. وادي فينان‎) — регион в Южной Иордании вокруг одноимённого вади (сухого речного русла). Археологические находки указывают на присутствие человека в этом регионе на протяжении 500 тысяч лет. Вади-Файнан был одним из мест на Ближнем Востоке, где началась выплавка меди.

## География

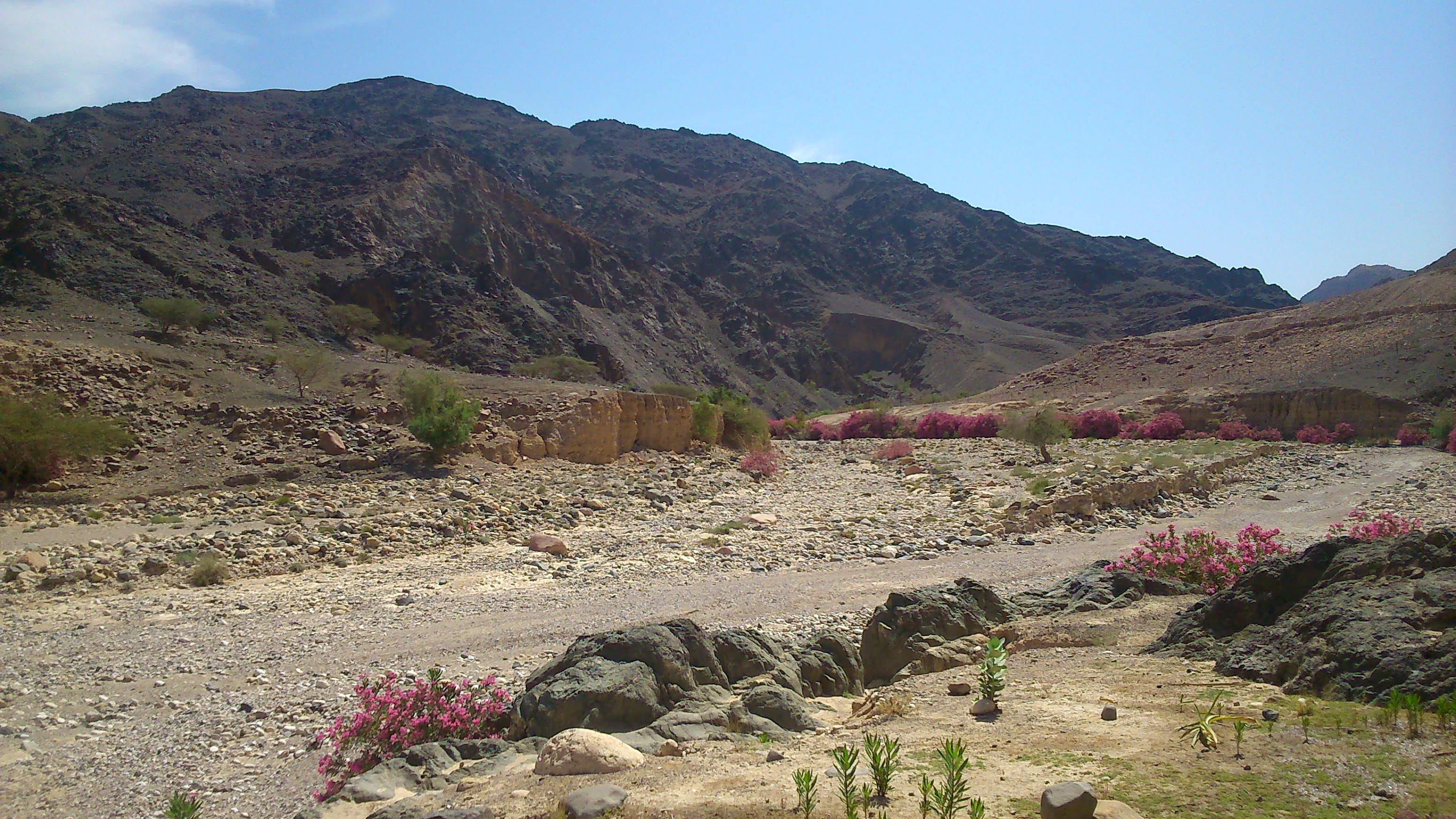
Вади-Файнан, май 2014 года

Вади-Файнан расположен в юго-западной части Иордании у основания горного кряжа непосредственно к востоку от впадины Вади-эль-Араба, связывающей Мёртвое море с заливом Акаба Красного моря. Мёртвое море расположено примерно в 40 км к северу, залив Акаба — в 130 км к югу. Площадь Вади-Файнана составляет примерно 130 км². Образован слиянием трёх вади меньших размеров — Гувейр, Шайкар и Дана. В большей своей части Вади-Файнан представляет собой широкую низменную речную долину на высотах от 100 до 200 м над уровнем моря, впадающую в ещё более низменную долину Вади-эль-Араба. Рельеф вади, сливающихся в Файнан, выше по течению (на восток и юго-восток) намного более изрезанный, поднимающийся до 1100 м у основания внутреннего иорданского плато.
Для Вади-Файнана характерен сухой пустынный климат. Средний объём осадков в декабре и январе — 17 мм, с июня по сентябрь — не более 0,1 мм. В начале XXI века регион слабонаселён: имеются две постоянных деревни — Карайкира и Файнан, а также несколько бедуинских кочевий. Оседлое население обрабатывает небольшие по площади поля, выращивая в том числе арбузы и томаты, бедуины занимаются выпасом коз.
Поскольку Вади-Файнан расположен на восточной границе разлома Мёртвого моря, в этом районе произошло обнажение пород кристаллического фундамента, богатых металлическими рудами. Вади-Файнан представляет собой часть «металлогенного пояса», залежи которого широко разрабатывались в Античности. Вторично-осадочный характер медных залежей в этом регионе (включая Синайский полуостров сделал их более удобными для переработки, чем в других регионах Средиземноморья

## История
Первые следы человеческого присутствия в Вади-Файнан относятся к периоду примерно 500 тысяч лет назад, когда в плейстоцене из Африки вышли представители вида человек прямоходящий. Археологические находки, преимущественно из северной части региона, известной как Вади-Ратья, представляют собой оббитые с двух сторон каменные бифасы, или рубила, как яйцевидной формы, так и заострённые. Эти орудия выполнены из кремня в характерной палеолитической технике Леваллуа.
Человек разумный появился на Ближнем Востоке, также из Африки, около 70 тысяч лет назад. В районе Вади-Файнан многочисленные эпипалеолитические каменные орудия, оставленные племенами охотников и собирателей, датируются периодом от 20 тысяч до 11 500 лет назад. Особенно многочисленны такие находки в районе песчаных дюн Барка, во времена их создания, по-видимому, представлявшем собой обильную дичью болотистую низменность.
Уже в раннем неолите, в докерамический период между 12 000 и 10 200 лет назад, в регионе существовали значительные по размерам постоянные поселения, среди сооружений которых, по-видимому, были и специальные места для общинных собраний. Одно из известных сооружений такого типа, созданное в Вади-Файнан примерно 11 700 лет назад, сохранилось в виде овального углубления в земле площадью порядка 4500 квадратных футов (420 м2) с двумя рядами земляных скамей, расположенных амфитеатром. Вероятно, строители выкапывали котлован, после чего обмазывали его стены и пол глиняным «цементом». Следы столбов указывают на то, что над частью сооружения имелась крыша. Другое поселение докерамической культуры, в вади Гувейр, датируется примерно 5000 лет до нашего времени. Его архитектуру характеризуют большие прямоугольные общинные здания размерами примерно 10×10 м, внутри разделённые на меньшие помещения-комнаты, иногда со вторым этажом, на который вели лестницы. Наличие отдельных помещений, по всей видимости, служивших кладовками для семей, указывает на рост важности семейной ячейки в обществе этого времени. Стены домов были оштукатурены, на некоторых сохранились следы геометрических орнаментов, между домами-кварталами проложены ступенчатые улицы, свидетельствующие о централизованном планировании.

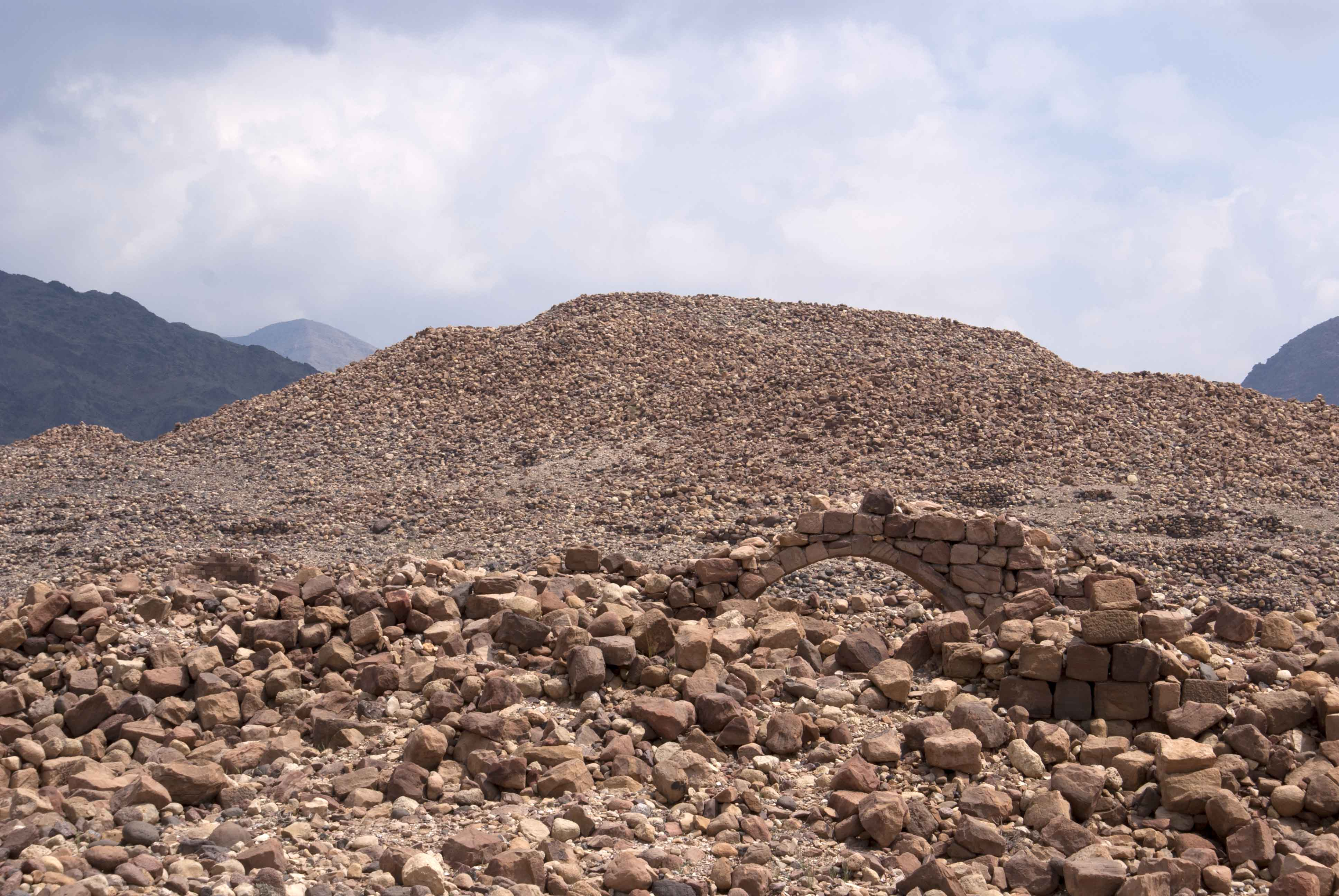
Развалины в Вади-Файнан

В то же время уже 8500—7000 лет назад в Вади-Файнан существовала и примитивная керамическая культура. Следы этой цивилизации обнаружены в центральной части региона, на холме Тель-Вади-Файнан. Это было поселение земледельцев и скотоводов, отказавшихся от охоты для добывания пищи, о чём свидетельствует характер найденных орудий труда (среди которых есть кремнёвые серпы, но нет наконечников стрел, необходимых для охоты). Тель-Вади-Файнан представляет собой переходный период от культуры неолита к медному веку: на месте поселения обнаружены несколько грубо выделанных медных изделий. По всей видимости, на этом этапе жители поселения использовали куски медной руды из поверхностных выходов в окрестных холмах и придавали им форму молотком, инода используя нагрев. В раннем бронзовом веке, около 4000 лет до н. э., климат начал становиться более засушливым. Это повлекло за собой совершентвование методов земледелия, была проложена сеть каналов, использующих паводковые воды.
Богатые медные месторождения Вади-Файнана затем стали основой для быстрого развития медной культуры. Добыча и плавка руды начались между 4500 и 3100 годами до н. э. и после этого продолжались до IV в. н. э. Немецкие учёные, ведшие раскопки в этом регионе в 1983 году, пришли к выводу, что производство меди в этом регионе имело беспрецедентные для юго-восточного Средиземноморья масштабы, за возможным исключением медных промыслов Кипра. Медное производство приобрело большой размах в период, когда Вади-Файнан был частью Эдомского царства на рубеже 2 и 1 тысячелетий до н. э. Предположительно, важную роль в развитии технологий сыграли завоевательные походы египетского фараона Шешонка I: во второй половине X в. до н. э. происходит стандартизация производственного процесса на большой площади, включающей месторождения Вади-Файнана и Тимны, и резкое снижение содержания меди в шлаке, указывающее на более эффективную переработку руды.
Значительный прогресс в технологиях добычи и обработки меди был достигнут в эпоху Набатейского царства. К этому времени относится археологический объект Хирбет-эн-Нахас (с араб. — «Медные развалины»). Его площадь достигает 10 га, он включает не менее 100 зданий, в том числе крепость, а место производства окружено медными отвалами высотой до 6 м.
Наибольшего размаха производство достигло после присоединения этого царства к Римской империи, в месте, известном как Хирбет-Файнан. Организация производства и распределение воды были централизованы, проложен водопровод, построены цистерны для хранения воды и водяные мельницы. Анализ скелетов с находящегося в Вади-Файнан кладбища, относящегося к позднему римскому и раннему византийскому периоду, указывает на патологии, связанные со значительным промышленным загрязнением. В Хирбет-Файнане велась обработка руды с более чем 60 рудников. Римский административный центр, известный как Файно, существовавший в этом районе и бывший местом пребывания епископского престола, описан у Евсевия в работе IV века; в районе вади Дана, по всей видимости, существовало большое имперское поместье аграрного типа.
Медное производство в районе Вади-Файнана было возобновлено в мамлюкский период (1250—1516 годы). Однако есть мнение, что на этом этапе как минимум часть производства представляла собой выплавку меди из ранних отвалов, в которых её содержание было достаточно высоким. Современные археологические изыскания показывают, что сами медные копи были в основном истощены к концу римского периода.